# DR3
DR3 (Danmarks Radio 3) war ein öffentlich-rechtlicher dänischer Fernsehsender.
Der Sender startete am 28. Januar 2013 als drittes öffentlich-rechtliches Programm neben DR1 und DR2. Er ersetzte den Sender DR HD und wurde in HDTV (720p) verbreitet. Ab dem 2. Januar 2020 war DR3 aufgrund weitgreifender Sparmaßnahmen nur noch per Livestream zu empfangen.
Zudem war innerhalb Dänemarks ein Empfang via Zattoo möglich. DR3 richtete sich an die 15- bis 39-Jährigen und zeigte ein Programm aus Eigenproduktionen und Lizenzware (wie z. B. 30Rock, Family Guy, Late Night with Jimmy Fallon und The Walking Dead).

## Empfang in Deutschland
Der Sender war per DVB-T in weiten Teilen von Schleswig-Holstein empfangbar (nördlich des Nord-Ostsee-Kanals mit Zimmerantenne; südlich des Nord-Ostsee-Kanals mit Dachantenne und erhöhtem Aufwand). Da in Dänemark sämtliche öffentlich-rechtlichen Fernsehprogramme in MPEG-4-Kompression ausgestrahlt wurden, war für den Empfang ein MPEG4-fähiger Fernsehapparat bzw. MPEG4-fähiger DVB-T-Receiver notwendig.